# Bob Wallace
Bob Wallace (Auckland, 4 ottobre 1938 – 19 settembre 2013) è stato un ingegnere meccanico neozelandese.

## Biografia

### Prime esperienze
Nella prima fase della sua formazione si appassionò alle vetture da corsa e in particolar modo approfondì i processi per migliorarne le prestazioni. Nel 1960 lasciò la Nuova Zelanda insieme a John Ohlson, anch'egli coinvolto nella scena delle hot rod.
Inizialmente Wallace si trasferì in Inghilterra per lavorare alla Lotus.
Pochi mesi dopo, su invito di Guerino Bertocchi, cominciò a lavorare per il team Camoradi USA su una versione ultraleggera della Chevrolet Corvette e su alcune Maserati Birdcage.
Successivamente con la scuderia Serenissima lavorò sulla Ferrari 250 GTO e la Ferrari 250 TR 61 Spyder Fantuzzi. Questa attività gli consentì di avere dei contatti con la Scuderia Ferrari: alla fine del 1960 iniziò la sua collaborazione con la Ferrari nel campionato di Formula 1 come capo meccanico per Phil Hill, che vinse il campionato.
Le edizioni del 1960 e 1961 della 1000 km di Nürburgring furono dominate dalla Maserati Birdcage. Wallace ricoprì il ruolo di capo meccanico assicurando così che la Maserati avesse il predominio sulla concorrenza.
Nel 1963 la Ferrari avrebbe voluto che l'esperto meccanico tornasse a far parte del team di Formula 1. Wallace sentì parlare di una nuova casa automobilistica con sede a Sant'Agata Bolognese che voleva rivoluzionare le Gran Turismo e così entrò a far parte della Automobili Lamborghini SpA.

### Lamborghini
Nel 1963 terminò la costruzione della fabbrica di Sant'Agata Bolognese. All'interno vi erano le più innovative macchine per la costruzione di vetture ad alte prestazioni e Gran Turismo. Wallace fu uno dei primi dipendenti dell'azienda di Ferruccio Lamborghini: iniziò infatti la sua carriera con il ruolo di meccanico o, come preferiva definirsi, "trouble-shooter". Ferruccio Lamborghini aveva appena presentato il prototipo della 350 GTV e gli serviva la catena di montaggio pronta per cominciare le vendite della prima vettura Lamborghini. Wallace partecipò alla messa a punto dei primi esemplari, seguendo la produzione minuziosamente.
Contemporaneamente Wallace aiutò l'ing. Giotto Bizzarrini a sviluppare un V12 adatto a una Gran Turismo. La prima vettura che seguì dalla progettazione alla messa in strada fu la 350 GT dei primi anni 60; si dedicò poi interamente alle vetture con un nuovo ruolo all'interno dell'azienda. Alla Lamborghini serviva infatti un esperto in meccanica in grado di sviluppare i prototipi, individuando e risolvendo i problemi delle vetture, ruolo perfetto per Wallace, che divenne capo collaudatore.

### Il metodo di lavoro
Wallace collaudava i prototipi con grande scrupolo e passione: prima di dare l'autorizzazione ai test di pre-produzione percorreva di notte molti chilometri a grande velocità, assicurandosi che la vettura non fosse una "deathtrap" e fosse affidabile su un chilometraggio minimo di 100.000 chilometri.
Finiti i collaudi iniziali, Wallace testava le vetture di pre-produzione. La giornata iniziava alle 5.30 e finiva alle 15: in queste ore la vettura veniva spinta al massimo delle potenzialità sull'autostrada, oppure seguendo il percorso della Mille Miglia, o ancora sui circuiti di Misano e Varano. Al termine della giornata Wallace tornava in fabbrica per tenere un debrief con l'ufficio progettazione sui problemi che aveva riscontrato durante i suoi test.

### La Miura

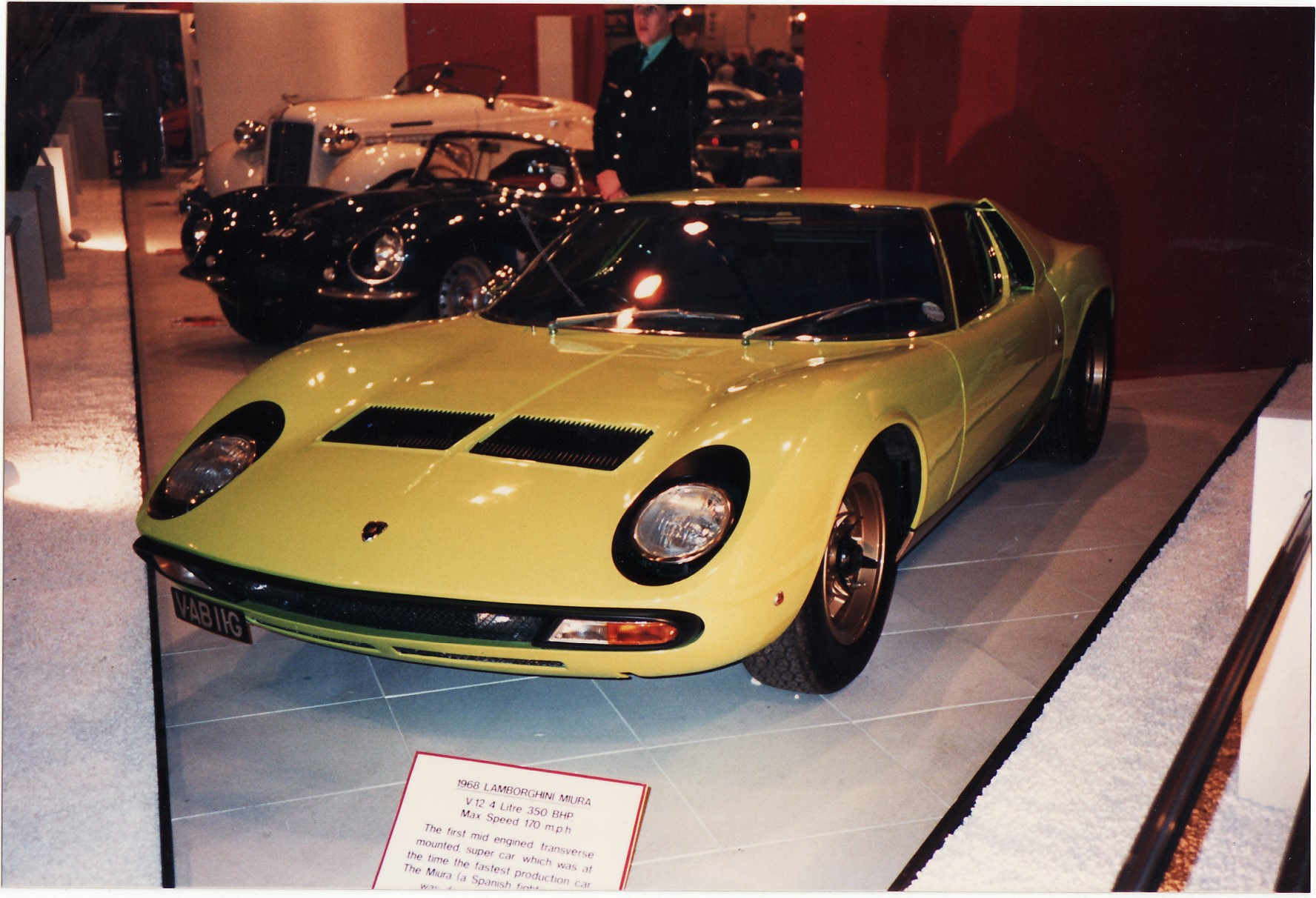
Lamborghini Miura P400

Tra gli anni sessanta e settanta Wallace vantava una posizione di assoluto spicco all'interno dell'azienda. Così Ferruccio Lamborghini diede la massima disponibilità economica per la realizzazione della Lamborghini Miura con i più sofisticati strumenti di sviluppo allora disponibili. Insieme ai due ingegneri Gian Paolo Dallara e Paolo Stanzani iniziò il progetto.
La Miura P400 fu disegnata in pochissimo tempo da Marcello Gandini, giovanissimo capo designer della carrozzeria Bertone. Il prototipo fu esposto al salone dell'automobile di Ginevra del 1966 suscitando in tutto il pubblico un grandissimo apprezzamento, anticipando il cambiamento radicale delle forme e delle tecniche automobilistiche delle vetture sportive.
Wallace ebbe un ruolo fondamentale nella riuscita del progetto. Ebbe l'accortezza e l'intuito di rendere la Miura una vettura all'avanguardia sulla ripartizione dei pesi e sul posizionamento del motore e della trasmissione, entrambi trasversali.

### La Miura Jota

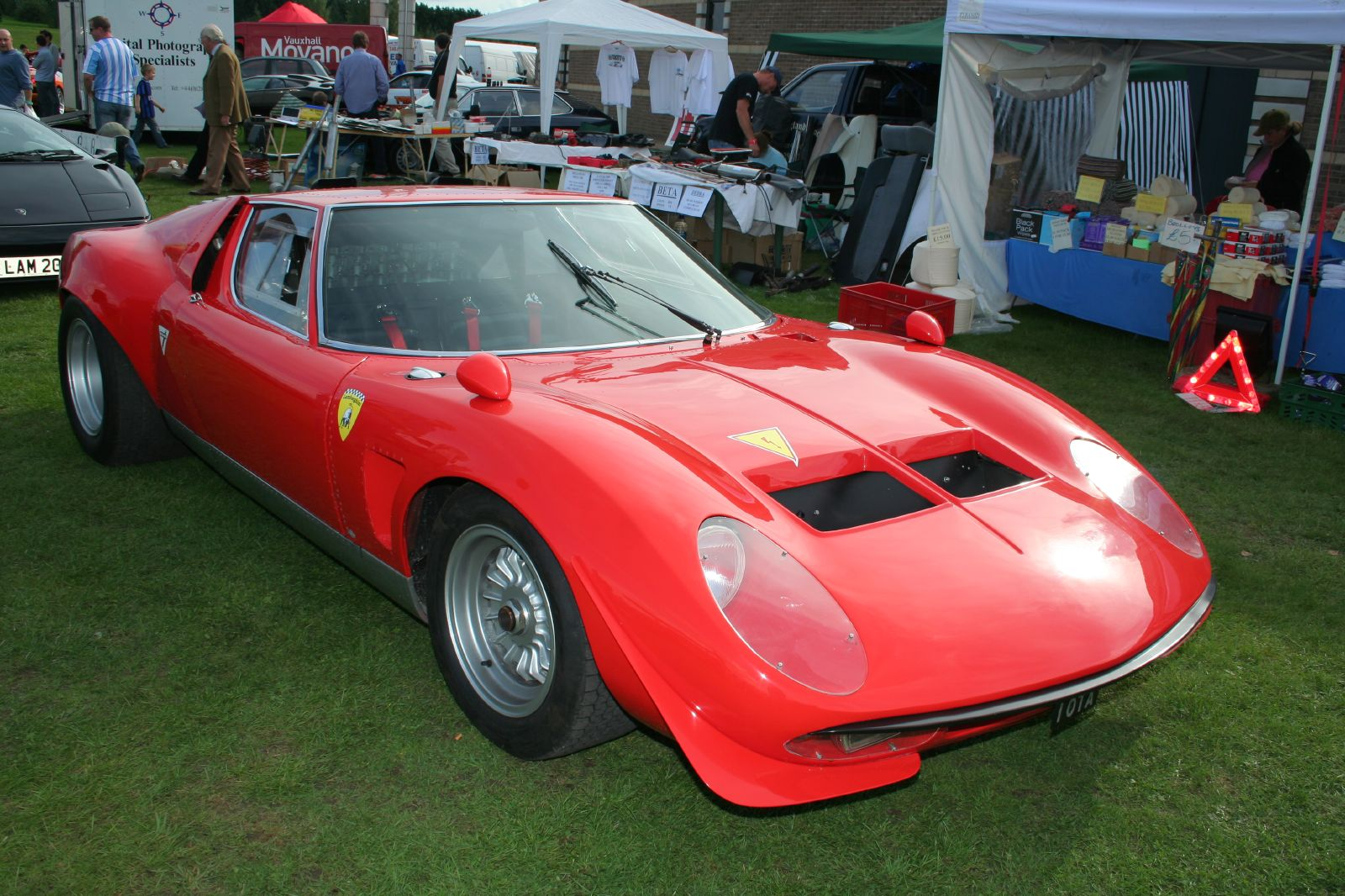
Lamborghini Jota

Per gli appassionati della Lamborghini Miura era lecito aspettarsi una versione da corsa della sportiva che aveva reso celebre la casa automobilistica di Sant'Agata Bolognese.
Il grande impedimento non era di carattere economico ma di filosofia imprenditoriale. Infatti, come ha sempre sostenuto Ferruccio Lamborghini, le sue vetture non avrebbero dovuto per nessun motivo competere in alcun campionato automobilistico.
Wallace non si adeguò però a questa filosofia imprenditoriale: nel 1970, all'insaputa dei vertici dell'azienda, cominciò a sperimentare su una Lamborghini Miura numero di telaio n.5084 delle soluzioni tecniche che gli permettessero di realizzare una vettura estrema pronta per le corse.
La vettura divenne presto il suo laboratorio che gli permise di ottenere grandi prestazioni. Il motore V12 da 3929 cm³ venne potenziato aumentando il rapporto di compressione da 10,4:1 a 11,5:1 e introducendo quattro carburatori più prestazionali e 4 tubi di scarico senza filtro, a "megafono". Inoltre, il telaio fu irrigidito tramite la conversione ad elementi tubolari e lamierati piegati, saldati e incollati. Inoltre la carrozzeria subì uno stravolgimento estetico e funzionale molto sostanzioso: i vetri furono sostituiti da pannelli di plexiglas.
Per tutti i lamierati della carrozzeria Wallace adottò una lega di alluminio leggera e resistente, chiamata Avional, utilizzata nei dirigibili e negli aerei; utilizzò inoltre dei cerchi ultraleggeri per portare il peso complessivo della vettura al di sotto dei 900 kg, arrivando a 890 kg. I passa ruota furono allargati per permettere una maggiore deportanza alla vettura.
Al banco prova fece registrare una potenza di 440 CV a 8500 giri/min che permise alla vettura di passare da 0 a 100 km/h in appena 3,6 secondi.
Purtroppo l'unico esemplare costruito venne venduto a un collezionista italiano che lo distrusse in un terribile incidente. Un estimatore della Jota, aiutato dallo stesso Bob Wallace, creò comunque una replica fedele all'originale.

### Miura SVJ

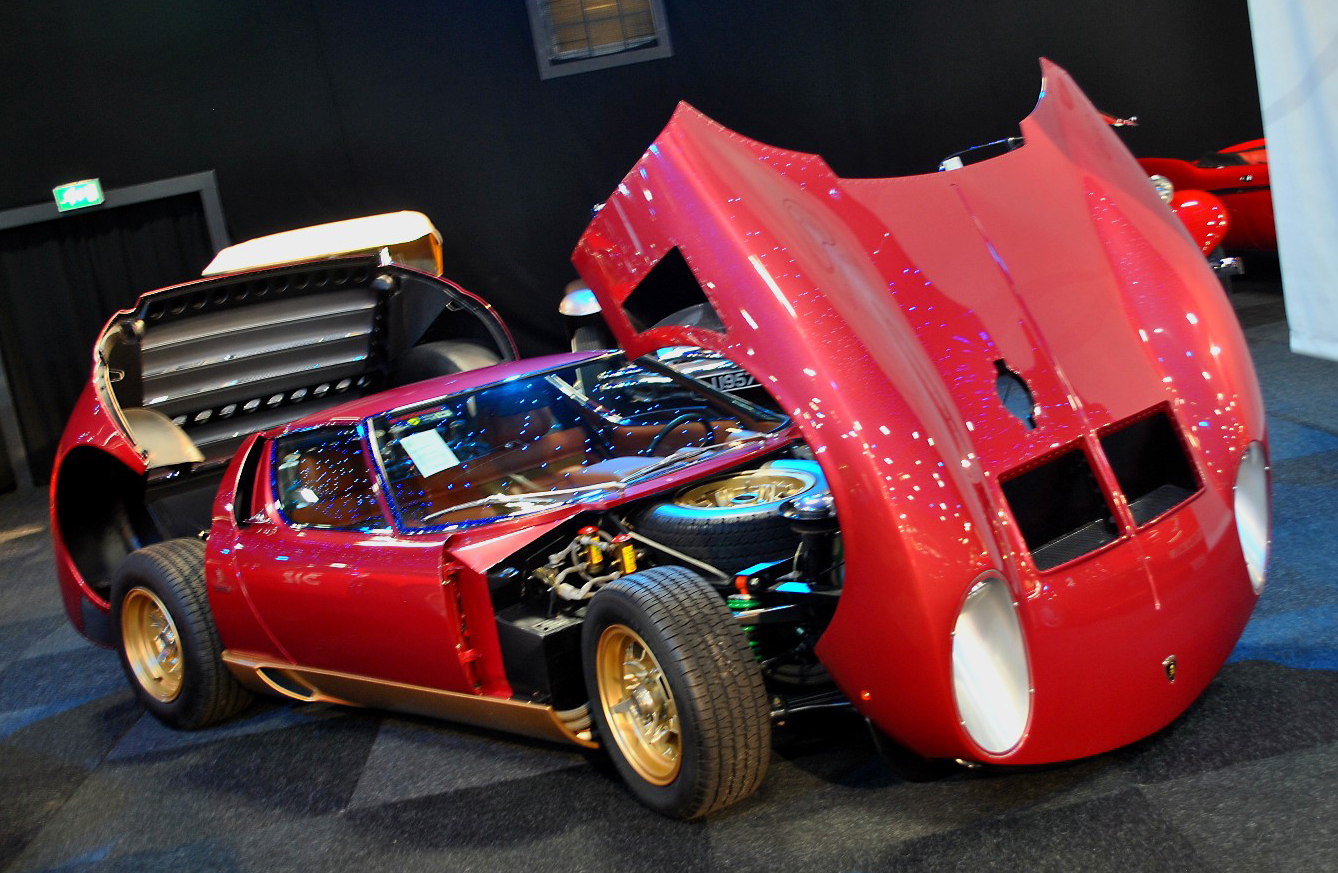
Lamborghini SVJ ad un'asta nel 2010

Grazie all'eccellente sperimentazione di Wallace sulla Jota, molte delle innovative soluzioni adottate furono trasferite sul modello chiamato Lamborghini Miura SV che però, nel 1971, non ebbe il successo sperato. I possessori di questa vettura fecero pressione sulla casa automobilistica affinché le auto venissero modificate per diventare il più possibile simili alla Lamborghini Jota: in risposta, fu prodotta la Lamborghini Miura SVJ. I telai che furono modificati dalla casa e in primo luogo da Wallace erano i 4860, 4934, 4990, 5090 e 5100. Di questi 6 esemplari 4 sono Miura SV convertite e 2 sono Miura SVJ dalla fabbricazione. Questi modelli vengono venduti a un prezzo maggiorato del 60% rispetto alle Lamborghini Miura SV.

### Jarama 'Bob'
Nel 1972, Bob Wallace modificò una Jarama S, utilizzando il telaio numero 10350 e il motore numero 40537, che vi era originalmente montato. Wallace eseguì una diversa saldatura della carrozzeria al telaio così da ottenere una rigidità maggiore della vettura, inoltre spostò di alcuni centimetri il motore verso la parte posteriore per raggiungere una distribuzione dei pesi che fosse all'incirca 50% all'anteriore e 50% al posteriore, assicurando alla vettura una manovrabilità maggiore. Lo spostamento del motore costrinse Wallace alla progettazione di un nuovo tunnel centrale che potesse ospitare la trasmissione anch'essa spostata. Per il raggiungimento del perfetto equilibrio eliminò i sedili posteriori e vi posizionò il serbatoio e la batteria per l'avviamento. La carrozzeria subì un drastico alleggerimento tramite l'utilizzo dell'alluminio per i pannelli laterali, le portiere e il tetto. Per l'anteriore della vettura Wallace utilizzò la plastica, spostando nella parte inferiore i fari, originariamente a scomparsa. Il cofano originale venne sostituito con uno in alluminio, dal quale furono ricavati due estrattori d'aria per i radiatori. 

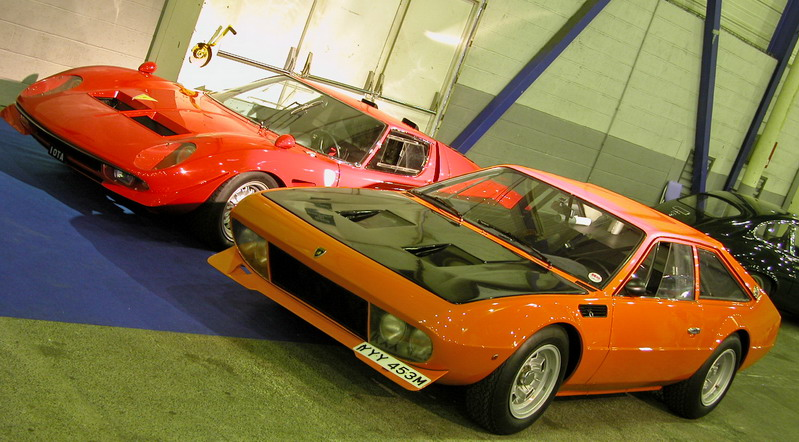
Da destra una Lamborghini Jarama 'Bob' in arancione a fianco della replica della Lamborghini Jota

Le ruote furono cambiate in stile Miura con ampi cerchi posteriori della Campagnolo. Nella parte anteriore erano da 8 pollici di larghezza, mentre in quella posteriore erano da 10 pollici di larghezza montati con pneumatici 215/70 e 225/70 VR. Vennero utilizzati quattro freni a disco ventilati e furono installate delle sospensioni da corsa della Koni regolabili. Infine, la parte inferiore della vettura fu appiattita con pannelli di alluminio, per consentire un flusso d'aria diretto sul fondo piatto fino all'estrattore posteriore.
Il motore, equipaggiato da carburatori Weber 42 DCOE, fu messo a punto per fornire circa 380 CV a 8000 giri/min e i filtri dell'aria furono rimossi. Il volano, i pistoni e le bielle furono sostituiti con unità leggere e più performanti.
Questa speciale Jarama è finita nel deserto dell'Arabia Saudita dove è stata riscoperta nel 1999.
Le prestazioni precise non sono disponibili, ma grazie alla carrozzeria in alluminio e alla rimozione del superfluo dall'abitacolo, la Jarama divenne molto leggera diventando una vettura molto veloce. Test indipendenti negli anni Novanta hanno rivelato una velocità massima di 270 km/h.

### Urraco Rallye

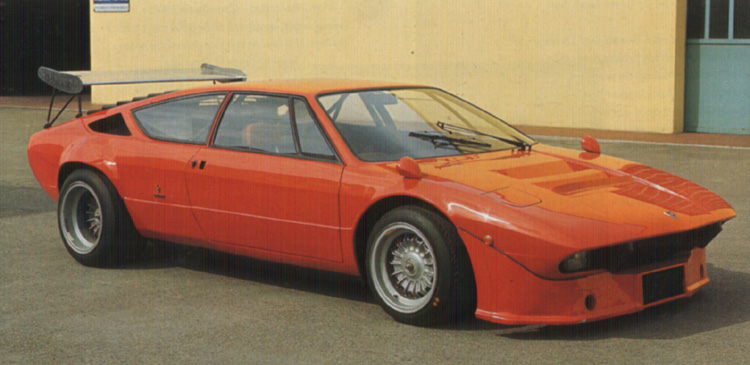
Urraco 'Bob' Rallye, 1973

Nel 1973, Wallace trasformò l'esemplare numero '3' di pre produzione di una Lamborghini Urraco P250 in una versione Hot rod. Il motore, un 3.0 litri V8 da 4 valvole per cilindro, riusciva a sviluppare 310 CV.
Presto fu rimpiazzato da un più potente 3.0 litri V8 della Lamborghini Urraco P300 da due valvole per cilindro insieme a un condotto di scarichi diretti, fuori legge per l'utilizzo stradale.
La vettura fu inoltre dotata di un roll-bar interno per aumentarne la rigidità del telaio; i lussuosi interni dell'Urraco originale furono rimossi insieme al divanetto posteriore per alleggerire il prototipo. Per le sospensioni Wallace usò le solite MacPherson della P250 ma sostituì gli ammortizzatori con Koni da gara affinché la vettura potesse dare una risposta più immediata al guidatore.
Sperimentò diversi tipi di freni e pneumatici differenti come i Pirelli P7 e i Dunlop Racing, sempre montati sui cerchi in magnesio della Campagnolo, usati anche per la Lamborghini Jota.
Dato l'incremento di potenza, le forze laterali aumentarono notevolmente e Wallace si vide costretto a rinforzare e saldare le parti del telaio, montando sul posteriore un grande alettone, che permettesse ad alte velocità di avere la giusta deportanza in curva.
La carrozzeria fu modificata con dei passaruota più larghi per poter ospitare i grandi pneumatici e uno spoiler anteriore che spingesse l'aria sotto la vettura e creasse deportanza sul fondo piatto.
Bob Wallace ebbe l'occasione di correre con la Urraco Rallye durante una gara di esposizione sul circuito di Misano, nella quale riuscì a superare una Porsche.
La vettura infine venne abbandonata nella fabbrica di Sant'Agata Bolognese dove in seguito fu acquistata da un membro del "Japanese Lamborghini Owners Club".

### L'addio alla Lamborghini
All'interno della fabbrica vi fu nel 1969 una prima grande perdita quando l'ingegner Gian Paolo Dallara decise di abbandonare la Lamborghini per dedicarsi al reparto corse della De Tomaso.
Furono anni difficili che culminarono con l'improvvisa vendita delle azioni dell'azienda da parte di Ferruccio Lamborghini per il 51% a Georges-Henri Rossetti nel 1972 e il restante 49% a René Leimer nel 1973. La vendita fu dettata dalla imminente bancarotta causata dal reparto trattori della Lamborghini, che per colpa del cambio di governo della Bolivia perse  la vendita  di ben 5000 trattori già prodotti (quantomeno in larga parte).
La nuova gestione non fu in grado di mettere a punto un piano industriale, la crisi petrolifera del 1973 ridusse la richiesta di auto sportive e la fine della produzione della Miura creò un enorme deficit aziendale.
La scarsità di fondi non permise lo sviluppo delle nuove vetture così, nel 1975, sia Bob Wallace che Paolo Stanzani lasciarono la fabbrica che li aveva resi famosi nel mondo automobilistico.

### Il ritiro a vita privata
Nel 1975 Wallace torna in Nuova Zelanda con la moglie, ma dopo appena tre mesi si trasferì a Phoenix negli Stati Uniti d'America dove aprì un centro riparazioni per vetture esotiche, come Lamborghini e Ferrari. Nel 1977 fu coinvolto in un terribile incidente stradale mentre era in viaggio con la moglie.
Nel 2013, l'anno del cinquantesimo anniversario della fondazione della Lamborghini, Wallace fu invitato da Stephan Winkelmann, presidente della Automobili Lamborghini, a partecipare alla festa per l'anniversario. Il collaudatore non partecipò all'evento a causa delle sue precarie condizioni di salute.
Bob Wallace morì nel settembre dello stesso anno.